# Chatjatur Abovjan
Chatjatur Abovjan (armeniska: Խաչատուր Աբովեան), född 15 oktober 1805 i byn Kanaker i dåvarande persiska östra Armenien, död antagligen 1848, var en armenisk författare, poet och bergsbestigare. Han försvann spårlöst 1848 och antogs ha dött samma år.
Chatjatur Abovjan räknas som den moderna armeniska litteraturens fader. Han är mest känd för sin postumt utkomna roman Verk Hayastani ("Armeniens sår", 1858).
Han var tillsammans med Friedrich Parrot, Alexei Sdrovenko, Matvei Chalpanof, Ovannes Aivassian och Murat Pogossian de första som besteg det bibliska berget Ararat år 1829.
Chatjator Abovjan har gett namn åt Abovjangatan och Chatjatur Abovjanparken i Kentron i Jerevan.

### Fotnoter
1. 1 2 3 4 5 6  Paul de Roux, Nouveau Dictionnaire des œuvres de tous les temps et tous les pays, andra utgåvan, vol. 1, Éditions Robert Laffont, 1994, s. 7, ISBN 978-2-221-06888-5.[källa från Wikidata]
2. 1 2 3 4 5 6 7 8 9  Viktor Hambardzumjan & Konstantin Khudaverdyan (red.), Հայկական սովետական հանրագիտարան, Armjanskaja entsiklopedija, 2000.[källa från Wikidata]
3. 1 2 3 4 5  Հայկական համառոտ հանրագիտարան, Armjanskaja entsiklopedija, 1990, 1996, 1999 och 2003.[källa från Wikidata]
4. 1 2  “All my life, I've been lucky to meet good people": A conversation with N.A. Grigor'yan on 9 March 2006, vol. 16, 3, Istoriko-biologitjeskie issledovanija, 2024, s. 127-168.[källa från Wikidata]
5. ↑  Tjeckiska nationalbibliotekets databas, NKC-ID: ola2002139815, läst: 23 november 2019.[källa från Wikidata]
6. ↑  Педагоги и психологи мира.[källa från Wikidata]